# タレント (2017年の映画)
『タレント』（原題: Талант）は、（Po98）デニス・ストレレツキー監督によるドキュメンタリー映画。ウクライナのフリーク・ラッパー（Maxim Cruel Addict Doshi）の創作の道に捧げる。映画は2017年に完成したが、監督自身がネットに投稿した2022年まで公開されなかった。